# عتیقه (فیلم ۱۹۹۶)
عتیقه (به انگلیسی: The Relic) عنوان فیلمی ترسناک به کارگردانی پیتر هایمز است که براساس نولی به همین نام در سال ۱۹۹۶ تولید و در سال ۱۹۹۷ اکران عمومی شد. این فیلم صد و ده دقیقه‌ای در حالیکه برای ساختش شصت میلیون دلار هزینه شده بود، در گیشه تنها بیش از سی و سه میلیون دلار فروخت.

## پخش در ایران
این فیلم توسط شرکت فرهنگی هنری جهان تصویر دوبله و توزیع گردید.